# Coupe du monde de cyclisme sur route 1993
Navigation
Édition précédente Édition suivante
La Coupe du monde de cyclisme 1993 fut la 5e édition de la Coupe du monde de cyclisme sur route.

## Épreuves
| Date       | Course                       | Pays        | Vainqueur               | Équipe             |
| ---------- | ---------------------------- | ----------- | ----------------------- | ------------------ |
| 20 mars    | Milan-San Remo               | Italie      | Maurizio Fondriest      | Lampre - Polti     |
| 4 avril    | Tour des Flandres            | Belgique    | Johan Museeuw           | GB - MG Maglificio |
| 11 avril   | Paris-Roubaix                | France      | Gilbert Duclos-Lassalle | Gan                |
| 18 avril   | Liège-Bastogne-Liège         | Belgique    | Rolf Sørensen           | Carrera            |
| 24 avril   | Amstel Gold Race             | Pays-Bas    | Rolf Jaermann           | Ariostea           |
| 7 août     | Classique de Saint-Sébastien | Espagne     | Claudio Chiappucci      | Carrera            |
| 15 août    | Wincanton Classic            | Royaume-Uni | Alberto Volpi           | Mecair - Ballan    |
| 22 août    | Grand Prix de Zurich         | Suisse      | Maurizio Fondriest      | Lampre - Polti     |
| 3 octobre  | Paris-Tours                  | France      | Johan Museeuw           | GB - MG Maglificio |
| 9 octobre  | Tour de Lombardie            | Italie      | Pascal Richard          | Ariostea           |
| 16 octobre | Grand prix des Nations       | France      | Armand de Las Cuevas    | Castorama          |

## Classements finals

### Individuel
| Position | Coureur             | Équipe              | Points |
| -------- | ------------------- | ------------------- | ------ |
| 1        | Maurizio Fondriest  | Lampre-Polti        | 287    |
| 2        | Johan Museeuw       | GB-MG Maglificio    | 132    |
| 3        | Maximilian Sciandri | Motorola            | 114    |
| 4        | Alberto Volpi       | Mecair-Ballan       | 100    |
| 5        | Claudio Chiappucci  | Carrera             | 100    |
| 6        | Giorgio Furlan      | Chazal-Vetta-MBK    | 75     |
| 7        | Franco Ballerini    | GB-MG Maglificio    | 73     |
| 8        | Rolf Sørensen       | Carrera             | 68     |
| 9        | Adrie van der Poel  | Mercatone Uno       | 52     |
| 10       | Jens Heppner        | Telekom-Eddy Merckx | 51     |

### Par équipes
| Position | Équipe           | Points |
| -------- | ---------------- | ------ |
| 1        | GB-MG Maglificio | 75     |
| 2        | Novemail-Histor  | 66     |
| 3        | TVM-Bison Kit    | 45     |
| 4        | Motorola         | 39     |
| 5        | Lampre-Polti     | 32     |